# 케냐나비박쥐
케냐나비박쥐(Glauconycteris kenyacola)는 애기박쥐과에 속하는 박쥐의 일종이다. 케냐에서만 발견된다.

## 특징
작은 박쥐로 몸통 길이는 98mm, 전완장은 41mm, 꼬리 길이는 49mm이다. 발 길이는 10mm이고 귀 길이는 13mm, 몸무게는 최대 7g이다. 털은 부드럽고 무성하다. 등쪽은 회색빛 갈색이고 머리와 어깨는 좀더 밝은 색을 띠는 반면에 배쪽은 좀더 밝다.

## 생태
먹이는 곤충이다.

## 분포 및 서식지
케냐 해안가에서 포획한 암컷 한 마리의 표본만이 알려져 있다. 해안가 모자이크 숲에서 서식한다.